# Sonerila urceolata
Sonerila urceolata är en tvåhjärtbladig växtart som beskrevs av Nicoletta Cellinese och Susanne Sabine Renner. Sonerila urceolata ingår i släktet Sonerila och familjen Melastomataceae. Inga underarter finns listade i Catalogue of Life.